# マンディップ・ギル
マンディップ・カー・ギル（英: Mandip Kaur Gill、1988年1月5日 - ）は、イングランドの女優。2012年にチャンネル4の昼ドラ『Hollyoaks』のフィービー・マックイーン役でテレビ初出演を果たした。2015年にシリーズを降板した後、『Cuckoo』や『Doctors』、『The Good Karma Hospital』、『Casualty』にゲスト出演。2017年10月には、『ドクター・フー』の2018年のシリーズでドクターのコンパニオンであるヤズミン・カーン役を演じることがBBCで告知された。

## 生い立ち
ギルはウェスト・ヨークシャーのリーズで生まれ育った。彼女はパンジャーブ人の子孫で、シク教徒の一家の出身である。2009年にセントラル・ランカシャー大学で学士（教養）を取得して卒業。

## キャリア
複数の舞台作品に出演した後、チャンネル4の昼ドラ『Hollyoaks』のフィービー・ジャクソン（後にフィービー・マックイーン）役で初めてテレビでの役を演じた。彼女は過去に『Hollyoaks』の数多のオーディションを受け、フィービーのキャラクターが彼女に合致するかは確証を持てなかったが、何度ものコールバックの末に役を勝ち取った。フィービーはホームレスのティーンエイジャーかつ既存の登場人物ジョージ・スミスの友人として番組に導入された。ギルは2015年に番組を降板することを選び、ィービーは長寿の "Gloved Hand Killer" のストーリーラインの一部として殺害された。翌年にギルはBBCのシチュエーション・コメディシリーズ『Cuckoo』にゲスト出演し、『Doctors』に5エピソード出演してホームレスの妊娠女性シャジア・アミンを演じた。2017年には『The Good Karma Hospital』に出演し、『Casualty』にも1エピソード出演した。また、ケイ・メローのBBCドラマ『Love, Lies and Recordsにジュニアレジストラのタリア役で出演した。
2017年10月、『ドクター・フー』のシリーズ11にて、2018年からジョディ・ウィテカーが演じるドクターのコンパニオンであるヤズミン・カーンをギルが演じるとBBCが告知した。以前『Hollyoaks』で共演したトシン・コールもドクターのもう一人のコンパニオンとして撮影に加わっている。

## 出演作
| 年          | 題                      | 役                       | 備考                                |
| ----------- | ----------------------- | ------------------------ | ----------------------------------- |
| 2012 – 2015 | Hollyoaks               | フィービー・マックイーン | シリーズのレギュラー                |
| 2016        | Cuckoo                  | ローレン                 | エピソード: "The Holiday"           |
| 2016        | Doctors                 | シャジア・アミン         | 複数回出演                          |
| 2017        | The Good Karma Hospital | パドマ・ホーリー         | 2エピソード                         |
| 2017        | Casualty                | ナスリーン・マフスード   | エピソード: "Swift Vengeance Waits" |
| 2017        | Love, Lies and Records  | タリア                   |                                     |
| 2018 - 現在 | ドクター・フー          | ヤズミン・カーン         | 主要人物役（シリーズ11 - 現在）     |
| 2019        | The Flood               | リーマ                   |                                     |